# Pitcairnia devansayana
Pitcairnia devansayana är en gräsväxtart som beskrevs av Éduard-François André. Pitcairnia devansayana ingår i släktet Pitcairnia och familjen Bromeliaceae. IUCN kategoriserar arten globalt som sårbar.
Artens utbredningsområde är Ecuador. Inga underarter finns listade i Catalogue of Life.